# Pintor de los leones rodios
El Pintor de los leones rodios (... - ...; fl. siglo VI a. C.)  es el nombre convenido dado a un pintor corintio de vaso activo en la segunda mitad del siglo VI a. C.

## Obras
- Aríbalo globular de Rodas.
- Áríbalo globular en el Museo Fogg, Cambridge.